# Rivolta di Jambi
La rivolta di Jambi fu una ribellione presso Jambi, a Sumatra (odierna Indocina) scoppiata nel 1885 contro il governo delle Indie orientali olandesi.

## Antefatto

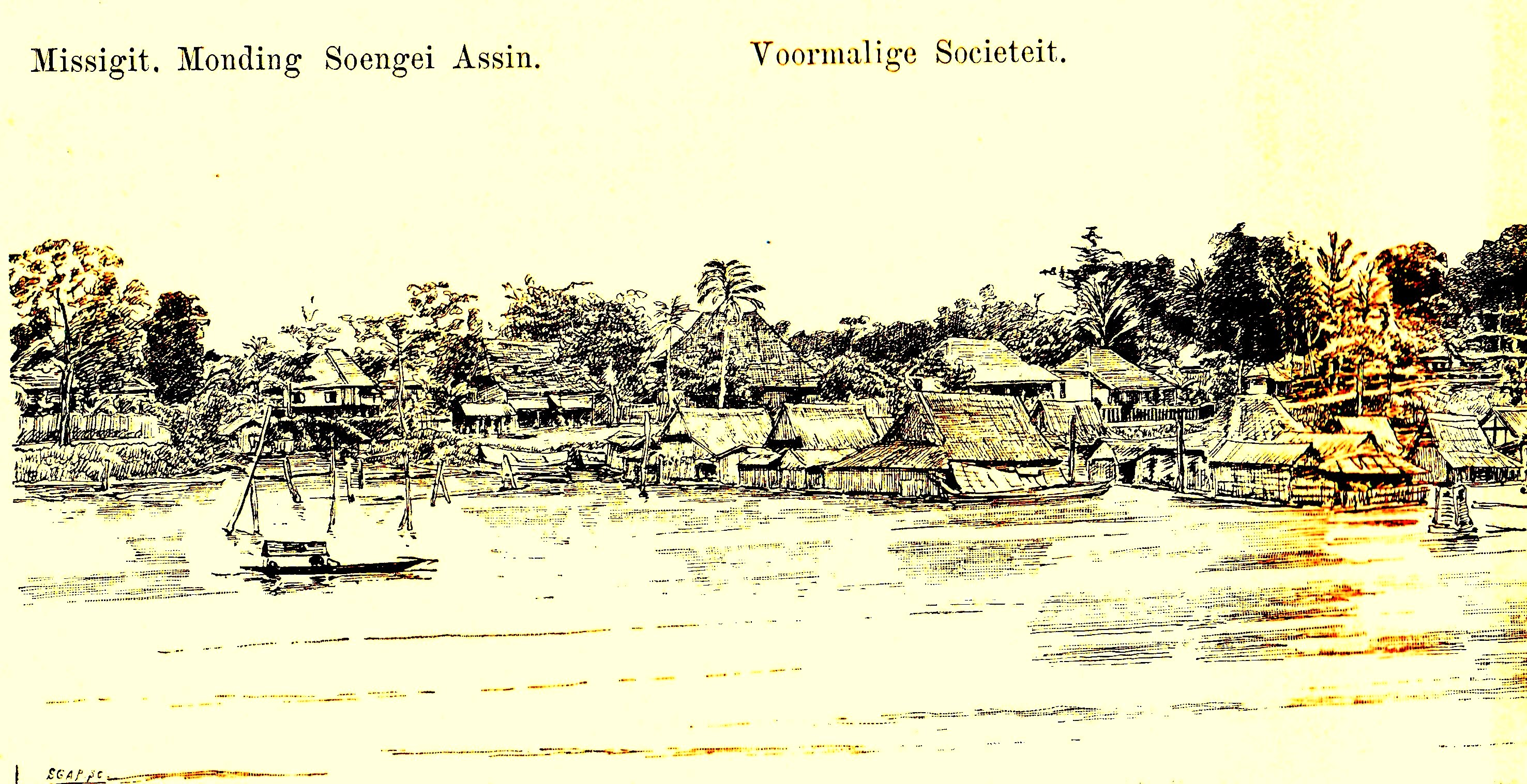
Jambi vista dal fiume, in un disegno del tenente W.J. Cohen Stuart

Nel 1835, il sultano di Jambi cercò la protezione del governo olandese contro i suoi vassalli che non riusciva più a controllare e che erano in guerra con lui. In cambio della protezione, il sultano siglò un contratto che riconosceva la superiorità dei Paesi Bassi. La pace sulla base di questo accordo perdurò sino al 1855, quando il sultano Ratoe Taha Tsafioe 'd-din (noto tra gli europei come Taha), salì al potere. Questi si oppose nettamente agli olandesi, il che portò alla sua detronizzazione nel 1858. Il governo olandese nominò un nuovo sultano, Ratoe Ahmad Natsaroe 'd-din, uno degli zii di Taha. Come intermediario tra gli olandesi ed il sultano, venne nominato un agente politico olandese che risiedeva a Jambi. Pur non essendo più sultano, Taha mantenne un alto livello di autorità sui jambinesi. Gli olandesi controllavano all'epoca parte della capitale oltre ai villaggi di Moewara Kompeh e Moewara Saba.
Nel novembre del 1880, 20 cannoni vennero rubati dalla residenza del controllore a Jambi e il furto venne attribuito alla schiera dei fedelissimi di Taha. Nel 1881, il sultano Ahmad morì e venne succeduto dall'amministratore dello stato Pangeran Ratoe, col nome di sultano Mahidin, chiamato popolarmente dagli olandesi Mahomed; questi era genero dell'esiliato Taha. Il fratello di Taha Pangeran Soerio, Ahmed, venne nominato amministratore dello stato col titolo di Tjitra Mangrat. Il nuovo sultano non riuscì ad ogni modo a tenere Taha sotto controllo dal momento che quest'ultimo continuava a controllare saldamente l'interno del paese e continuava a rimanere sordo alle proposte del governo olandese.

## Il preludio
Il 10 aprile 1885, il sultano Mahalin morì, portando a una serie di tumulti. La sera del 23 maggio, mentre vi era una riunione di ufficiali di stato, due uomini armati penetrarono nella sala dove si stava tenendo la riunione ed aprirono il fuoco uccidendo l'ufficiale alla salute, il dottor Heycop ten Ham, mentre il secondo luogotenente Buenink ed il messaggero Jackson, vennero seriamente feriti. Buenink morì in seguito a causa delle ferite riportate. Entrambi gli assassini erano stati mandati da Panglima Poetih, uomo già sospettato dell'assassinio del vice residente Van Amstel te Benkoelen. Panglima Petih, ma riuscirono a fuggire prima di venire catturati dalle autorità locali.
Quando la notizia degli omicidi raggiunse Palembang, la vaporiera Soembing, comandata dal vicecomandante A. van Hengel partì da Palembang con a bordo il residente, il comandante militare ed un gruppo di soldati e di medici. All'arrivo del residente olandese, gli assassini vennero trovati ed arrestati e lo stesso Panglima Poetih venne catturato. Dopo la sua estradizione, il residente ed il comandante militare tornarono a Palembang, mentre la Soembing rimase di stanza di fronte a Jambi. La mattina del 27 agosto, l'agente politico di Jambi, W.A. Palm, portò la notizia che la notte tra il 21 ed il 22 agosto, circa 300 jambinesi armati erano stati individuati dalle forze olandesi. La Soembing immediatamente tornò a Palembang per recuperare ulteriori soldati e rafforzare le difese di Jambi. La mattina del 28 agosto, alle 4:00, circa 60 jambinesi armati attaccarono l'insediamento. Il comandante militare di Jambi, il capitano P.D.W. Wilken, aveva però preso delle misure precauzionali e si era adeguatamente preparato all'attacco. Gli attaccanti erano guidati da Raden Anom, che aveva sposato una nipote di Taha. La guerriglia continuò per tutto il mese di settembre.

## L'intensificazione della rivolta
La notte tra il 1° ed il 2 ottobre, i jambinesi diedero fuoco alle riserve di carbone degli olandesi e ad altri edifici, attacco a cui gli olandesi risposero anche col fuoco della Soembing. Nell'attacco andarono perduti 230 000 chilogrammi di carbone. Il 4 ottobre, la stessa banda di jambinesi diede fuoco al villaggio di Solok. Il 26 ottobre, giunse la notizia che un incrociatore che era di stanza nel posto era stato catturato da quattro hijackers. Il tenente di prima classe A. P. Tadema, comandante della Soembing, inviò immediatamente la nave da guerra Sampit, capitanata da L.J.C. Cocheret de la Moriniere, ed uno sloop armato al comando del tenente di seconda classe C. Beels. Questi ebbero il compito di riprendere il controllo della nave il più velocemente possibile. La vaporiera Pontaniak, guidata dal tenente di prima classe P.M.W.T. Krayenhoff van de Leur, lasciò Palembang con la medesima missione. La nave entrò nel corso del fiume Dendang e da lì iniziò a sparare contro i nemici sino a quando l'incrociatore non venne recuperato. Sulla via del ritorno, la nave si scontrò ancora una volta coi locali ed un marinaio, De Jong, rimase ucciso. Il nemico continuò a minacciare le navi olandesi nell'area, culminando nell'attacco del 14 novembre quando la vaporiera Ophir, della Compagnia olandese delle Indie orientali, venne assaltata a un'ora di distanza da Jambi. La notte tra il 21 ed il 22 novembre, la Soembing venne assaltata. Gli attacchi cessarono solo quando la Pontaniak giunse ad assistere la Soembing.
La mattina successiva, la base da cui partivano gli attacchi venne scoperta e distrutta, ponendo così fine alla rivolta di Jambi con la vittoria degli olandesi.